# トグリイ
トグリイ（ロシア語: Тоглый(他にТовлый,Тоглыи, Итоглыиなど)、12世紀後半）はポロヴェツ族の長（ハーン）である。コビャーク死後の、ドニエプル川河口からブグ川河口一帯における有力な族長だった。
1183年、他のポロヴェツの族長らと共にオレリ川の戦いに参加するが、息子や兄弟のボクミシ共々、ルーシ諸公軍に捕縛された。
1190年、ルーシから離反したトルク族の軍司令官クントゥヴディを迎え入れ、アクーシ(ru)と共にポロシエ（キエフ南部）へ侵入したが、スヴャトスラフの子グレプに敗れた。
1193年、アクーシと共に、和平協議のためにリューリクの招聘に応じカネフで会談したが、破談に終わっている。